# الحركات الطلابية في فلسطين
تعرض القائمة الحركات الطلابية التابعة للأحزاب السياسية الفلسطينية. لمعظم المنظمات والأحزاب السياسية الفلسطينية أجنحة طلابية تنشط في مثل المدارس والجامعات.

## الحركات الطلابية
- حركة الشبيبة الفتحاوية:
  - وهي الحركة الطلابية التابعة لحركة فتح.
- الكتلة الإسلامية:
  - وهي الحركة الطلابية التابعة لحركة حماس.[1]
- الرابطة الإسلامية في فلسطين:
  - وهي الحركة الطلابية التابعة لحركة الجهاد الإسلامي في فلسطين.
- القطب الطلابي الديمقراطي التقدمي:
  - وهي الحركة الطلابية التابعة للجبهة الشعبية لتحرير فلسطين.[2]
- كتلة الوحدة الطلابية – القطب الديمقراطي:
  - وهي الحركة الطلابية التابعة للجبهة الديمقراطية لتحرير فلسطين.[3]